# Ptychomitrium longisetum
Ptychomitrium longisetum är en bladmossart som beskrevs av Hermann Johann O. Reimers och Kyuichi Sakurai 1931. Ptychomitrium longisetum ingår i släktet atlantmossor, och familjen Ptychomitriaceae. Inga underarter finns listade i Catalogue of Life.